# Манчестер (Вирџинија)
Манчестер (енгл. Manchester) насељено је место без административног статуса у америчкој савезној држави Вирџинија.

## Демографија
По попису из 2010. године број становника је 10.804.
| Група             | 2000.    | 2010.         |
| Белци             | 0 (0,0%) | 5.390 (49,9%) |
| Афроамериканци    | 0 (0,0%) | 3.438 (31,8%) |
| Азијати           | 0 (0,0%) | 317 (2,9%)    |
| Хиспаноамериканци | 0 (0,0%) | 1.436 (13,3%) |
| Укупно            | 0        | 10.804        |